# Elisir San Marzano Borsci
L'Elisir San Marzano Borsci è un amaro della provincia di Taranto in Puglia, di proprietà della Distilleria Caffo. 
Porta il nome della famiglia arbëreshe Borsci di San Marzano di San Giuseppe, che ha tramandato per generazioni la sua tradizionale realizzazione.

## Storia
In epoca medievale (fine del XV secolo) la famiglia Borsci, originaria di Borsh, nei pressi di Lukovë, frazione del comune di Himara, in Albania, si sposta esule in Puglia (nella cosiddetta "Albania tarantina") a causa dell'avanzata turco-ottomana nei Balcani. 
Nel 1840 nel comune di San Marzano di San Giuseppe il liquorista italo-albanese Giuseppe Borsci, ispirandosi ad un'antica ricetta ereditata dai suoi avi, perfeziona e inizia a produrre il suo Elisir ponendo fin dalle origini sulla storica etichetta gialla la dicitura Specialità Orientale insieme all'aquila bicipite caratteristica d'Albania. 
Nel XX secolo nacque nel quartiere Paolo VI a Taranto una distilleria che rivendicò la produzione del liquore e negli anni '80 il liquore fu lanciato con una campagna pubblicitaria sul mercato nazionale.
Nel 2009 l'azienda della famiglia Borsci, che da quattro generazioni produceva il liquore, è andata in crisi in seguito alla recessione finanziaria globale del 2008. La Borsci è quindi stata presa in affitto prima da un’azienda di Ostuni e poi da un imprenditore bresciano, gestioni che hanno portato al fallimento nel 2012.
Nel 2013 la Distilleria Caffo si aggiudica l’affitto di ramo d’azienda per il marchio Borsci. Nel 2017 l'Elisir San Marzano Borsci è diventato di proprietà dell'antica distilleria calabrese Caffo. Ancora oggi, tuttavia, sono presenti nell'organico aziendale gli eredi Borsci che portano avanti la lunga tradizione di famiglia. 
Nel 2020 lo spot in rotazione in tv viene cantato da Luca Sardella insieme alla figlia Daniela.

## Caratteristiche
Il liquore assume un colore bruno intenso, e si caratterizza per il suo gusto versatile, aromatico e intenso. Ha gradazione alcolica del 38%.

## Degustazione
È consigliato consumarlo a temperatura ambiente (16-18 °C). Tradizione vuole che vada aggiunto sul gelato, nel caffè oppure nell'impasto di preparazione dei dolci. Viene utilizzato in diverse varianti dello spumone pugliese ed in  particolare è indicato come ingrediente nel disciplinare per la realizzazione dello spumone di Conversano riconosciuto prodotto De.Co